# X-Men: Wolverine's Rage
X-Men: Wolverine's Rage es un videojuego de desplazamiento lateral para Game Boy Color. Wolverine's Rage sigue la historia de Wolverine mientras persigue a Lady Deathstrike, Sabretooth y Cyber.

## Trama
Lady Deathstrike descubre esquemas que le permiten construir un arma que derretirá el esqueleto de adamantium de Wolverine. Lady Deathstrike decide seguir adelante con la máquina y Wolverine tiene que hacer lo que sea necesario para localizarla y detenerla.

## Jugabilidad
La jugabilidad de Wolverine's Rage es relativamente simple y repetitiva. Hay veinte niveles en el juego, agrupados en capítulos de cinco con una batalla de jefes al final de cada uno. Si Wolverine está herido, puede recuperar su salud. El objetivo en la mayoría de los niveles es atravesarlos antes de que acabe el tiempo, luchando contra los enemigos en el camino. El jugador usa un sistema de contraseña para continuar el juego.

## Recepción
El juego fue recibido con críticas mixtas, ya que GameRankings le dio un 56%.